# Konstantyn (Malinkow)
Konstantyn, nazwisko świeckie Malinkow (ur. 1843 w Kałoferze, zm. 4 grudnia 1912) – bułgarski biskup prawosławny.

## Życiorys
Wykształcenie teologiczne uzyskał w seminarium duchownym Patriarchatu Konstantynopolitańskiego na wyspie Chalki oraz w katolickim seminarium św. Atanazego w Rzymie (zachował przy tym wyznanie prawosławne). Po powrocie do Bułgarii złożył w Ruse, przed metropolitą Grzegorzem, wieczyste śluby mnisze. Pełnił następnie obowiązki namiestnika biskupiego (dziekana) w Silistrze. W 1873 otrzymał godność archimandryty.
W 1874 został administratorem metropolii wraczańskiej, zastępując biskupa Awerkiusza, zawieszonego w wykonywaniu obowiązków na skutek konfliktu z miejscową bułgarską społecznością. Archimandryta Konstantyn został źle przyjęty przez przywódców tej społeczności. W związku z tym uzyskał nawet zgodę na przeniesienie do pracy duszpasterskiej w Widyniu, ostatecznie jednak postanowił kontynuować zarządzanie eparchią – jako administrator – z tymczasowej siedziby w Plewenie. Witał w Plewenie cara Aleksandra II. Po zakończeniu wojny rosyjsko-tureckiej  brał udział w opracowywaniu nowych statutów cerkiewnych, regulujących wzajemne relacje nowo powstałego Księstwa Bułgarii oraz Egzarchatu Bułgarskiego. Był deputowanym Zgromadzenia Konstytucyjnego (1879) oraz I Wielkiego Zgromadzenia Ludowego (1879), które wskazało Aleksandra I jako pierwszego władcę niepodległej Bułgarii. Brał następnie udział w pracach nad redakcją nowego statutu Egzarchatu Bułgarskiego, przyjętego w 1895.
Dopiero 22 lipca 1884 otrzymał nominację na metropolitę wraczańskiego, zaś 11 listopada tego samego roku miała miejsce jego chirotonia biskupia. Od 1886 zasiadał w Świętym Synodzie Egzarchatu Bułgarskiego, od 1905 do 1908 był członkiem jego prezydium. Reprezentował poglądy prorosyjskie; w czasie rządów Stefana Stambołowa bronił konstytucyjnych prac Cerkwi. W swojej eparchii rozwijał działalność dobroczynną i wspierał rozwój oświaty. 
Metropolitą wraczańskim pozostawał do śmierci w 1912.